# George Pesut
George Matthew Pesut (* 17. Juni 1953 in Saskatoon, Saskatchewan) ist ein ehemaliger kanadischer Eishockeyspieler, der unter anderem für die California Golden Seals in der National Hockey League (NHL) und die Calgary Cowboys in der World Hockey Association (WHA) aktiv war, einen Großteil seiner Karriere aber in Deutschland verbrachte. 

## Karriere
Ab 1971 spielte George Pesut auf höchstem Junioren-Niveau in der Western Canada Hockey League (WCHL). Als Spieler der Saskatoon Bladeswurde er in der Saison 1972/73 ins First All-Star Team der Liga gewählt und als bester Verteidiger mit der Bill Hunter Memorial Trophy ausgezeichnet. Im Sommer 1973 wurde er dann sowohl in der National Hockey League (NHL) als auch in der World Hockey Association (WHA) gedraftet. Im NHL Amateur Draft 1973 wurde der Verteidiger von den St. Louis Blues und im WHA Amateur Draft 1973 von den Cleveland Crusaders ausgewählt – in beiden Fällen in der zweiten Runde und an insgesamt 24. Position.
Pesut entschied sich für einen Vertrag in der NHL, begann seine Profikarriere aber zunächst bei den Denver Spurs in der Western Hockey League (WHL), bevor die Blues ihn im November 1973 im Tausch mit Bob Stumpf an die Philadelphia Flyers abgaben. Er wurde beim Farmteam in der American Hockey League (AHL), den Richmond Robins eingesetzt und nahm im Sommer 1974 am Trainingscamp der Flyers teil. Als letzter Spieler wurde er vor Saisonbeginn noch aus dem NHL-Kader gestrichen, sodass er auch die folgende Spielzeit in der AHL begann. Im Dezember 1974 konnte er dann im Austausch gegen Ron Chipperfield zu den California Golden Seals wechseln. In einer Partie gegen die Kansas City Scouts stand er am 12. Dezember 1974 schließlich zum ersten Mal auf NHL-Eis. Er verbrachte den Großteil der übrigen Saison 1974/75 in der NHL, konnte wegen einer Handverletzung aber nicht alle Spiele bestreiten. Auch in der Spielzeit 1975/76 lief er hauptsächlich für die Golden Seals auf, mit einer Verletzung am Rücken fiel er zwischenzeitlich jedoch erneut aus. Insgesamt absolvierte er in der NHL 92 Partien, in denen er drei Tore erzielte und 22 Vorlagen beisteuerte.
Zur Saison 1976/77 wechselte Pesut zu den Calgary Cowboys in die WHA, für die er 17-mal auf dem Eis stand. Zudem wurde er in dieser Spielzeit bei den Tidewater Sharks in der Southern Hockey League (SHL), die im Januar 1977 den Spielbetrieb einstellen mussten, sowie den Erie Blades in der North American Hockey League (NAHL) eingesetzt. Nach diesem Jahr in drei unterschiedlichen Teams entschied er sich, seine Karriere in der Schweiz fortzusetzen, wo er erst zum Drittligisten EHC Dübendorf und dann zum HC Davos in der Nationalliga B stieß. Mit Davos stieg er in der Saison 1978/79 in die Nationalliga A auf, in der er in der folgenden Spielzeit 28 Tore in 28 Begegnungen erzielte.
Nach einer Spielzeit bei Wichita Wind in der Central Hockey League kam Pesut im Jahr 1981 nach Deutschland, wo er anschließend mit Ausnahme eines kurzen Abstechers zum Chamonix Hockey Club zwölf Jahre lang spielte. Über den Hamburger SV und den EC Hannover zog er 1982 nach West-Berlin, wo er in der Saison 1982/83 zunächst für den BFC Preussen und nach dem Zusammenschluss mit dem Berliner Schlittschuhclub ab 1983 für den BSC Preussen spielte. Nachdem er mit dem Verein als Zweitliga-Meister in den Jahren 1984 und 1985 den Aufstieg in die Bundesliga noch verpasst hatte, konnte die Meisterschaft in der Saison 1986/87 mit dem Aufstieg gekrönt werden.
Nachdem Pesut nach seiner Zeit in Frankreich und einem Kurzeinsatz als Trainer des 1. EHC Hamburg im Jahr 1986 keine Ausländerstelle mehr belegte, sondern für den Deutschen Eishockey-Bund (DEB) als Deutscher galt, fand er zur Saison 1987/88 einen Platz in der Bundesliga beim ECD Iserlohn. Am 4. Dezember 1987 gehörte er zu der Mannschaft, die mit Trikotwerbung für „Das Grüne Buch“ des libyschen Machthabers Muammar al-Gaddafi auflief, was für einen internationalen Skandal sorgte. Wenige Tage später war der ECD zahlungsunfähig und stellte den Spielbetrieb ein. Der Verteidiger beendete die Spielzeit beim SV Bayreuth in der 2. Bundesliga. Nach zwei Jahren beim EHC 80 Nürnberg kehrte er zur Saison 1990/91 nach Iserlohn zum neu gegründeten ECD Sauerland zurück, mit dem er die 2. Bundesliga Nord dominierte, den Bundesliga-Aufstieg aber verpasste. Nach zwei Jahren beim EC Kassel beendete Pesut im Jahr 1993 seine Karriere.

## Erfolge und Auszeichnungen
| - 1973 WCHL First All-Star Team - 1973 Bill Hunter Memorial Trophy - 1979 Meister der Nationalliga B und Aufstieg in die Nationalliga A mit dem HC Davos | - 1984 Meister der 2. Bundesliga mit dem BSC Preussen - 1985 Meister der 2. Bundesliga mit dem BSC Preussen - 1987 Meister der 2. Bundesliga und Aufstieg in die Bundesliga mit dem BSC Preussen |

## Karrierestatistik
(Legende zur Spielerstatistik: Sp oder GP = absolvierte Spiele; T oder G = erzielte Tore; V oder A = erzielte Assists; Pkt oder Pts = erzielte Scorerpunkte; SM oder PIM = erhaltene Strafminuten; +/− = Plus/Minus-Bilanz; PP = erzielte Überzahltore; SH = erzielte Unterzahltore; GW = erzielte Siegtore; 1 Play-downs/Relegation; Kursiv: Statistik nicht vollständig)